# 贾马尔·穆西亚拉
贾马尔·穆西亚拉（德語：Jamal Musiala；2003年2月26日—）是一位具有尼日利亚血统的德国足球运动员，现效力于德甲俱乐部拜仁慕尼黑，德國國家足球隊成員。司职進攻中場。
穆西亞拉出生於德国，父親是奈及利亞人，母親是有波兰血统的德国人，其早年主要在英国长大，曾分别代表英格兰青年隊和德国青年队参加国际比赛，後于2021年2月起选择代表德国国家足球队。
穆西亚拉是拜仁慕尼黑历史上最年轻的德甲出场、入球以及最年轻的欧冠入球纪录保持者。

## 俱乐部生涯
穆西亚拉出生于德国南部城市斯图加特，其母亲为德国人，父亲则来自尼日利亚。由于母亲的学业需要，尚在襁褓中的穆西亚拉便随家庭搬到了东黑森的富尔达。2008年，时年5岁的他开始在城市东北部的莱纳茨开始踢足球；也是在此时，这家市区俱乐部正取代陷入困境的传统俱乐部普鲁士富尔达而成为该市的头号足球俱乐部。在那里，穆西亚拉从一开始就被认为具有过人的天赋。他的时任主教练布兰科·米伦科夫斯基（Branko Milenkovski）表示，由于他一直比同龄人踢得更好，因此总是能踢上更高年龄段的组别。
当穆西亚拉7岁时，其全家于2010年秋天再次搬迁，这是因为他的母亲需要前往英格兰南部的南安普敦留学。在最初找寻俱乐部未果后，穆西亚拉参加了一个度假营，在那里得到了南安普顿足球俱乐部球探的注意，进而顺利进入了该俱乐部的青训学院。由于这位7岁的男孩还经常代表母队在城市锦标赛中出场，因此他也吸引到了切尔西等其它俱乐部的关注。在一个学期的海外进修结束后，其全家最初回到富尔达，然后终于在2011年春季移居英格兰，并接受了英格兰联赛和杯赛双料卫冕冠军的邀约。
随着时年8岁的穆西亚拉来到斯坦福桥观看了职业队“扣人心弦”地以1比0战胜排名垫底的威根竞技，以及代表新东家的首场比赛便射入四球后，他很快便融入了切尔西。在随后的几年中，穆西亚拉遍历了俱乐部的各级青年队，并在国际赛事中也取得成功，进而以13岁之龄入选了英格兰15岁以下足球代表队。在15岁那年，他又首次得以参加U18英超联赛。至2019年夏天，时年16岁的穆西亚拉决定与母亲和兄弟姐妹一同离开大不列颠岛，英国脱欧成为此举的重要原因。全欧范围内有多家俱乐部对他感兴趣，而他选择的是拜仁慕尼黑。
在慕尼黑，穆西亚拉必须先等待许可证才能代表青年队上场比赛，因此错过了2019-20赛季U17德甲联赛的前四轮。这支由前世界冠军成员米洛斯拉夫·克洛泽率领的梯队，在缺少穆西亚拉的情况下于开局阶段表现波折。8月底，这位进攻中场首次代表新东家亮相。在以4比1大胜升班马弗赖堡的比赛中，他率先打破场上僵局，将比分改写为1比0。在接下来的五场比赛中，他又取得四个入球，然后得以于12月升入U19梯队参加U19德甲联赛，并且还参加了两场欧洲青年联赛，但球队于八分之一决赛遭萨格勒布迪纳摩淘汰。2020年2月，穆西亚拉获准跟随由汉西·弗利克率领的一线队进行合练，但继续代表U19梯队出场。为此，他在2020年3月因冠状病毒病疫情而停赛之前总共又获得了8次出场机会，但没有入球，而青年联赛也最终腰斩。
然而，德丙联赛却自5月起以闭门作赛的形式恢复，时年17岁的穆西亚拉因此得以从6月初开始成为参加此项赛事的业余二队轮换球员。在第三次德丙亮相时，他便梅开二度，帮助球队以2比0击败茨维考。不久之后，这位进攻中场在汉西·弗利克的团队中也获得了短暂的机会，于2020年6月20日、即德甲主场对阵弗赖堡的比赛中被替换登场。凭借着17岁零115天的年龄，穆西亚拉成为拜仁历史上最年轻的德甲新秀。整个赛季，他总共代表业余队出场8次，其中两次首发，并跟随球队夺得德丙冠军。拜仁职业队的赛季则尚未结束，随着春季中断的欧洲冠军联赛于8月初复赛，他于对阵切尔西的八分之一决赛次回合又再次坐上了替补席。比赛以4比1获胜，因此拜仁得以入围在里斯本举行的决赛圈。在对阵巴塞罗那的四分之一决赛中，穆西亚拉也入选了参赛大名单。几周后，在对阵沙尔克04的2020-21赛季德甲揭幕战中，穆西亚拉于临终场前被替换上场，并射入一球将比分定格为8比0，从而成为拜仁历史上最年轻的德甲入球者。他取代了罗克·圣克鲁斯的地位，后者于1999年8月代表拜仁射入个人德甲首球时的年龄为18岁零12天。
2021年2月23日，穆西亚拉踢進了他的第一個歐洲冠軍聯賽進球，在客場16強賽首回合4-1擊敗拉齊奧的比賽，成為歐冠最年輕的英國和德國籍射手。3月5日，拜仁慕尼黑官方宣佈，與穆斯亞拿簽約至2026年。
2021年4月10日，在德甲第28輪拜仁慕尼黑主场1-1對上柏林联盟的比赛中，穆西亚拉首发出战，第68分接托马斯·穆勒助攻進球，成为代表拜仁在德甲踢进4球的最年轻球员。

## 國家隊生涯
2016年12月，13岁的穆西亚拉便完成了国字号球队首秀，在英格兰U15于特倫特河畔伯頓对阵土耳其的比赛期间替补登场，并射入一球将比分改写为5比1。U15梯队的下一场比赛于两天后进行，但接下来的日程直至一年后才安排——当时这位14岁的球员在以3比1战胜荷兰的比赛中，包办了英格兰的全部三个入球。2018年夏天，穆西亚拉曾代表英格兰U16参加过一场比赛，但此后便再无入选。由于穆西亚拉是具有多重国籍的未成年人，因此也有资格入选德国队，于是他于同年10月在萨尔布吕肯和皮尔马森斯代表德国U16参加了两场比赛。然而，穆西亚拉在当月又重返英格兰U16，参加了在法国举办的一场赛事。截至2019年4月，他共代表英格兰U16踢了9场比赛，其中三次是作为前锋出场。自2019年9月以来，穆西亚拉开始入选英格兰U17，共在九次出场中射入两球。
2020年11月，穆西亚拉首次入选英格兰U21代表队，以参加2021年欧洲U-21足球锦标赛预选赛。他于2020年11月13日在以替补身份完成该年龄组别的处子秀，帮助主队以3比1战胜安道尔。四天后，他又在同一块场地以5比0击败阿尔巴尼亚的比赛中射入首球。
2021年2月24日，穆西亚拉宣布他已经决定代表其出生地德国参加全部国际比赛。3月25日，在德國對陣冰島的2022年世界盃資格賽中，穆西亚拉於第78分鐘替換凯·哈弗茨出場，完成國家隊首秀。
2021年6月23日，穆西亚拉在2020年歐洲國家盃德國2-2戰平匈牙利的比賽中成為有史以來代表德國國家隊參加重大賽事（世界杯/歐洲杯）的最年輕球員，當時他18歲117天。
2024年歐洲國家盃，穆西亚拉射入3球，與加普（Cody Gakpo/荷蘭）、哈利卡尼（Harry Kane/英格蘭）、米卡達捷（Georges Mikautadze/格魯吉亞）、丹尼爾奧莫（Dani Olmo/西班牙）、艾雲舒蘭斯（Ivan Schranz/斯洛伐克）等5位球員瓜分神射手。

## 生涯統計

### 國家隊
最後更新：2021年6月23日
| 國家隊 | 年份 | 上場 | 進球 |
| ------ | ---- | ---- | ---- |
| 德国   |      |      |      |
| 2021   | 4    | 0    |      |
| 合計   | 合計 | 4    | 0    |

## 榮譽

### 球會
拜仁慕尼黑二队
- 德國丙組足球聯賽冠軍：2019–20

 拜仁慕尼黑
- 德國足球甲級聯賽冠軍：2019–20、2020–21、2021–22、2022–23、2024-25
- 德國盃冠軍：2019–20
- 德國超級盃冠軍：2020、2021、2022
- 欧洲冠军联赛冠軍：2019–20
- 歐洲超級盃冠軍：2020
- 世界冠軍球會盃冠軍：2020

### 個人
- 歐洲國家盃神射手：2024